# گرد مولر
گرهارت مولر (آلمانی: Gerhard Müller؛ ‏ تلفظ آلمانی: [ˈɡe:ɐ̯haʁt]؛ ‏۳ نوامبر ۱۹۴۵ – ۱۵ اوت ۲۰۲۱) یا به اختصار گرت مولر (آلمانی: Gerd Müller؛ ‏تلفظ آلمانی: [ˈɡɛʁt ˈmʏlɐ]) که در ایران با نام گرد مولر شناخته می‌شود، بازیکن فوتبال اهل آلمان بود. به او لقب بمب افکن داده شده بود.
مولر در هشت سال بازی در تیم ملی فوتبال آلمان مجموعاً ۶۲ بازی برای این تیم انجام داد و ۶۸ گل به ثمر رسانید

## زندگی ورزشی
او دوران حرفه‌ای ورزشی خود را با تیم شهرش آغاز کرد. تنها پس از سه سال عضویت در تیم پایه نوردلینگن (زادگاهش) به تیم اصلی راه یافت و با آمار گلزنی ۵۱ گل در ۳۲ بازی موجبات حضورش در بایرن مونیخ فراهم شد.

### دوران باشگاهی
در سال ۱۹۶۴ هنگامی که ۱۹ سال داشت به تیم بایرن مونیخ، که در آن زمان در دسته دوم بازی می‌کرد، پیوست. در سال ۱۹۶۵ مثلث فرانتس بکن‌باوئر، سپ مایر و گرد مولر که بعدها بایرن را به تیم اول جهان تبدیل کرد، این تیم را به دسته اول بوندس لیگا هدایت کرد. مولر به همراه بایرن ۴ قهرمانی آلمان، ۴ قهرمانی جام حذفی آلمان و ۳ قهرمانی اروپا را به دست آورد. او ۷ بار به عنوان گلزن برتر بوندس لیگا انتخاب شد. همچنین از فصل ۶۵–۱۹۶۴ تا فصل ۷۸–۱۹۷۷ همواره برترین گلزن بایرن مونیخ بود. در فصل ۷۲–۷۱ برای این تیم ۴۰ گل زد که در تاریخ ۱۵ می ۲۰۲۱ رابرت لواندوفسکی به این رکورد رسید و آن را شکست. به این افتخارات باید قهرمانی در جام برندگان جام اروپا و جام باشگاه‌های جهان را افزود. همچنین در سال ۱۹۷۰ به عنوان اولین آلمانی جایزه بهترین بازیکن اروپا را به خود اختصاص داد.

### دوران ملی

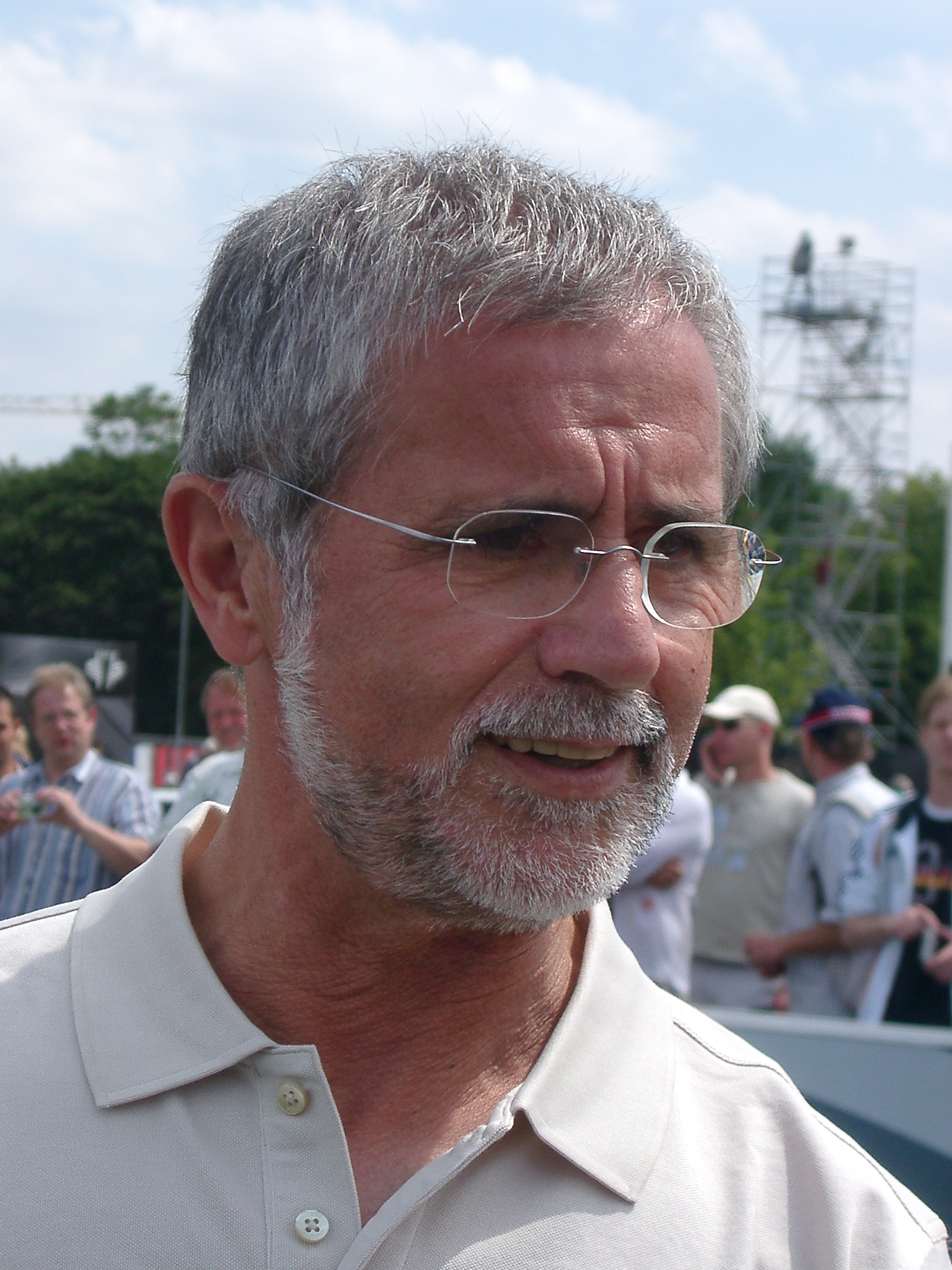
گرد مولر در سال ۲۰۰۶

پس از اینکه مورد توجه هلموت شون مربی تیم ملی آلمان قرار گرفت، در سال ۱۹۶۶ نخستین بازی ملی خود را برابر ترکیه انجام داد و هشت سال در خدمت این تیم بود. مولر در این هشت سال مجموعاً ۶۲ بازی برای تیم ملی فوتبال آلمان انجام داد و ۶۸ گل به ثمر رسانید؛ یعنی به‌طور میانگین بیش از یک گل در هر بازی. گرد مولر به همراه تیم ملی فوتبال آلمان در سال ۱۹۷۴ به مقام قهرمانی جهان رسید. در بازی نهایی آن دوره از مسابقات، آلمان در مقابل رقیب دیرینهٔ خود هلند قرار گرفته بود. تا چند دقیقه پیش از پایان نیمهٔ نخست، دو تیم با نتیجهٔ یک بر یک مساوی بودند. در این لحظات گرد مولر که او را در آلمان «بمب‌افکن» تیم ملی می‌نامیدند، با وارد کردن دومین گل به دروازهٔ هلند، آلمان را برای دومین بار قهرمان جهان ساخت.
مولر در مسابقات جام جهانی مجموعاً ۱۴ گل به ثمر رسانید و تا سال ۲۰۰۶ که رونالدو ستارهٔ برزیلی با پانزدهمین گل خود در رقابت‌های جام جهانی در آلمان، رکورد مولر را شکست، پیشتاز بود. مولر با تیم ملی آلمان یکبار نیز در سال ۱۹۷۲ قهرمان جام ملت‌های اروپا شد.
گل پیروزی ۲ بر ۱ آلمان در برابر اسکاتلند با ضربه سر گرد مولر، در دیداری تدارکاتی در سال ۱۹۷۴در کارنامهٔ فوتبال باشگاهی مولر نیز عنوان‌های افتخار فراوانی ثبت شده است. او ۱۵ سال برای باشگاه بایرن مونیخ توپ زد. در این مدت به همراه این تیم یکبار قهرمان باشگاه‌های جهان، سه بار قهرمان باشگاه‌های اروپا، یکبار قهرمان جام حذفی باشگاه‌های اروپا، چهار بار قهرمان آلمان و چهار بار قهرمان جام حذفی آلمان شد.
افزون بر آن، مولر در سال‌های ۱۹۷۰ و ۱۹۷۲ لقب بهترین گلزن اروپا را از آن خود کرد. وی همچنین در سال ۱۹۷۰ از طرف کارشناسان فوتبال به عنوان بهترین بازیکن اروپا انتخاب شد. مولر دو بار نیز به عنوان بهترین بازیکن آلمان انتخاب شد.

## درگذشت
گرد مولر در تاریخ ۱۵ اوت ۲۰۲۱ در سن ۷۵ سالگی درگذشت. او درسال‌های پایانی عمر، از بیماری آلزایمر رنج می‌برد.

## افتخارها

### شخصی

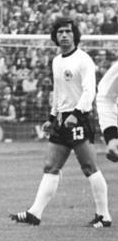

- آقای گل لیگ آلمان:۱۹۶۷٬۱۹۶۹٬۱۹۷۰٬۱۹۷۲٬۱۹۷۳٬۱۹۷۴٬۱۹۷۸(رکورد)
- آقای گل اروپا:۱۹۷۰٬۱۹۷۲
- آقای گل جام جهانی:۱۹۷۰
- آقای گل جام ملتهای اروپا:۱۹۷۲
- مرد سال فوتبال آلمان:۱۹۶۷٬۱۹۶۹
- بهترین بازیکن ۴۰ سال اخیر بوندسلیگا:۲۰۰۳–۱۹۶۳
- مرد سال فوتبال اروپا:۱۹۷۰
- انتخاب به عنوان موفق‌ترین و بهترین گلزن تاریخ فوتبال جهان: ۲۰۰۰

### باشگاهی
- بایرن مونیخ (بایرن مونیخ)
- بوندسلیگا: قهرمان ۱۹۶۹٬۱۹۷۲٬۱۹۷۳٬۱۹۷۴
- جام حذفی آلمان: قهرمان ۱۹۶۶٬۱۹۶۷٬۱۹۶۹٬۱۹۷۱
- لیگ قهرمانان باشگاه‌های اروپا: قهرمان ۱۹۷۴٬۱۹۷۵٬۱۹۷۶
- جام باشگاهای جهان: قهرمان ۱۹۷۶
- جام برندگان اروپا: قهرمان ۱۹۷۶

### ملی
- تیم ملی فوتبال آلمان
- جام جهانی فوتبال ۱۹۷۴: قهرمان ۱۹۷۴
- مسابقات قهرمانی فوتبال اروپا: قهرمانی۱۹۷۲